# Файрстоун (Колорадо)
Файрстоун (англ. Firestone) — місто (англ. town) в США, в окрузі Велд штату Колорадо. Населення — 16 381 особа (2020).

## Географія
Файрстоун розташований за координатами 40°8′27″ пн. ш. 104°57′39″ зх. д. / 40.14083° пн. ш. 104.96083° зх. д. (40.140741, -104.960922).  За даними Бюро перепису населення США в 2010 році місто мало площу 27,32 км², з яких 26,86 км² — суходіл та 0,46 км² — водойми. В 2017 році площа становила 36,69 км², з яких 36,20 км² — суходіл та 0,49 км² — водойми.

## Демографія
Згідно з переписом 2010 року, у місті мешкало 10 147 осіб у 3294 домогосподарствах у складі 2714 родин. Густота населення становила 371 особа/км².  Було 3499 помешкань (128/км²).
Расовий склад населення:
| - 87,8 % — білих - 1,4 % — азіатів - 0,8 % — корінних американців - 0,7 % — чорних або афроамериканців - 6,2 % — осіб інших рас |

До двох чи більше рас належало 3,0 %. Частка іспаномовних становила 16,2 % від усіх жителів.
За віковим діапазоном населення розподілялося таким чином: 33,3 % — особи молодші 18 років, 61,5 % — особи у віці 18—64 років, 5,2 % — особи у віці 65 років та старші. Медіана віку мешканця становила 32,8 року. На 100 осіб жіночої статі у місті припадало 99,1 чоловіків;  на 100 жінок у віці від 18 років та старших — 97,6 чоловіків також старших 18 років.
Середній дохід на одне домашнє господарство  становив 91 202 долари США (медіана — 81 745), а середній дохід на одну сім'ю — 95 134 долари (медіана — 87 635). Медіана доходів становила 59 411 долар для чоловіків та 46 318 доларів для жінок. За межею бідності перебувало 4,5 % осіб, у тому числі 3,2 % дітей у віці до 18 років та 4,6 % осіб у віці 65 років та старших.
Цивільне працевлаштоване населення становило 5578 осіб. Основні галузі зайнятості: освіта, охорона здоров'я та соціальна допомога — 18,2 %, науковці, спеціалісти, менеджери — 14,8 %, роздрібна торгівля — 13,9 %, виробництво — 13,9 %.